# Arachnothera modesta
El arañero modesto (Arachnothera modesta) es una especie de ave paseriforme de la familia Nectariniidae propia del sudeste asiático. Anteriormente se consideraba conespecífico del arañero pechiestriado.

## Distribución
Se encuentra en la península malaya y en las islas de Sumatra, Borneo, Siberut y otras islas menores aledañas. Su hábitat natural son los bosques húmedos tropicales y subtropicales.

## Subespecies
Se reconocen las siguientes:
- A. m. caena Deignan, 1956- Birmania y Tailandia (península malaya)
- A. m. modesta (Eyton, 1839) - sur de península malaya y Borneo
- A. m. concolor Snelleman, 1882 - Sumatra y las islas Mentawai